# José Javier Travieso Martín
José Javier Travieso Martín CMF (Don Benito, 5 de fevereiro de 1952) é prelado espanhol da Igreja Católica Romana que serve atualmente como vigário apostólico de San José del Amazonas no Peru.

## Biografia
Dom José nasceu em Don Benito, Badajoz, Espanha. Seguiu seus estudos na escola secundária dos claretianos da província de Badajoz, e então ingressou no Seminário Menor dos Missionários Claretianos da província de Bética.
Fez os cursos de filosofia no Seminário de Loja e o de teologia na faculdade da Cartuxa de Granada. Foi ordenado presbítero em Granada, em 25 de junho de 1976.
Como presbítero, foi assistente na Paróquia Nossa Senhora do Pilar em Santa Cruz de Tenerife; colaborou em algumas escolas como capelão (1976-1977); foi responsável pela escola de Don Benito, professor de religião (1977-1983) e promotor vocacional (1983-1984).
Em 1987, obteve licenciatura em Pastoral Juvenil pela Pontifícia Universidade Salesiana. De Roma, foi enviado para o Peru, incumbido do ministério pastoral da Escola Claretiana de Lima, vigário da Paróquia Imaculado Coração de Maria em Magdalena del Mar e da Paróquia Santo Antônio Maria Claret em Lima (1988); professor, secretário acadêmico e diretor de estudos do Instituto João XXIII e diretor das missões e do Secretariado de Justiça, Paz e Integridade de Criação na Delegação Claretiana do Peru (1988-2006).
Em 2008, foi destinado para a comunidade claretiana de Trujillo, atuando como assessor espiritual do Colégio Claretiano e como professor de teologia no Seminário São Carlos e São Marcelo e na Universidade Católica de Trujillo. Produziu alguns CDs musicais e diversos panfletos.
O Papa Bento XVI nomeou-o bispo titular de Tubusuptu e auxiliar da Arquidiocese de Trujillo em 7 de janeiro de 2009. Sua sagração episcopal se deu em 25 de março seguinte, na Catedral de Trujillo, presidida pelo arcebispo metropolita Dom Frei Héctor Miguel Cabrejos Vidarte, OFM, sendo co-consagrantes Dom Bruno Musarò, núncio apostólico no Peru, e Dom Gaspar Francisco Quintana Jorquera, CMF, bispo de Copiapó, no Chile.
Na Conferência Episcopal Peruana, foi presidente da Comissão Episcopal de Cultura e Educação.
Em 1 de novembro de 2014, o Papa Francisco designou-o vigário apostólico de San José del Amazonas. O vicariato estava vacante desde 2011, tendo o então incumbente Dom Frei Alberto Campos Hernández, OFM, se afastado por motivo de doença. O vigário apostólico de Iquitos, Dom Miguel Olaortúa Laspra, OSA, vinha exercendo a função de administrador apostólico do mesmo.
Tomou posse dois meses depois, em cerimônia presidida pelo núncio Dom James Patrick Green, e concelebrada por vários outros bispos encabeçados por Dom Salvador Piñeiro García-Calderón, arcebispo de Ayacucho e presidente da Conferência Episcopal Peruana. Participaram também presbíteros, religiosos, leigos, e grande parcela da população de Indiana, sede do vicariato. A celebração eucarística foi precedida por uma procissão da qual tomou parte um grupo de dança indígena, formado pela etnias Bora e Kichua, que, durante a Eucaristia, apresentaram a Palavra de Deus, antes das leituras, e apresentaram os dons.